# 오잔 카바크
오잔 무함메드 카바크(튀르키예어: Ozan Muhammed Kabak, 2000년 3월 25일 ~ )는 튀르키예의 축구 선수로 현재 독일 분데스리가의 1899 호펜하임에서 센터백으로 뛰고 있다.
2021년 2월 1일 리버풀은 오잔 카바크의 영입을 발표했다. 잔여 시즌 임대와 완전 이적 옵션이 포함된 계약이다.